# رولاندو جورکین
رولاندو جورکین (انگلیسی: Rolando Jurquin) بازیکن والیبال اهل کوبا، عضو سابق تیم ملی والیبال کوبا و بازیکن فعلی باشگاه کمپیناس است.